# The Undertaker
Pour les articles homonymes, voir Undertaker (homonymie).
Mark William Calaway (né le 24 mars 1965 à Houston, Texas), est un ancien catcheur américain. Il est connu pour son travail à la World Wrestling Entertainment (WWE), sous le nom de The Undertaker. Il est considéré comme l'un des plus grands catcheurs de l'histoire, son look et son personnage sont devenus un symbole dans l'histoire du catch,.
Le Pro Wrestling Illustrated l'a nommé second dans son PWI 500 en 2002. Il a reçu le PWI Feud of the Year Award en 1991 à la suite de sa rivalité contre l'Ultimate Warrior, quatre fois le PWI Match of the Year Award en 1998 à la suite de son match face à Mankind au King of the Ring, à ses matchs face à Shawn Michaels en 2009 et 2010 lors de WrestleMania XXV et XXVI et son match face à Triple H en 2012 lors de WrestleMania XXVIII. Le Wrestling Observer Newsletter a noté son match face à Shawn Michaels lors de Badd Blood: In Your House en 1997 comme étant un « 5 Stars match ».
Il a commencé sa carrière à la World Class Championship Wrestling en 1984, avant de rejoindre cinq ans plus tard la World Championship Wrestling. À la suite du refus de la fédération de renouveler son contrat, il arrive en 1990 à la World Wrestling Federation. Au cours de sa carrière, il s'est forgé deux personnages différents — appelés gimmicks — sur les rings de la WWE : celui d'un mort-vivant venant de vallée de la Mort et possédant des pouvoirs surnaturels et celui d'un biker américain, entre 2000 et 2003. Sa gimmick de « Deadman » a donné naissance à de nombreux types de matchs ; ainsi furent créés les Buried Alive match ou encore les Hell in a Cell match.
Il est un septuple champion du monde, étant quatre fois champion de la WWF/E et trois fois champion du monde poids-lourd de la WWE. Il a également remporté six fois le championnat du monde par équipe de la WWE, une fois le championnat du monde par équipe de la WCW et une fois le championnat hardcore de la WWE.
Il est notamment connu pour sa série de victoires à WrestleMania, le plus grand show annuel de la WWE, avec un record de 21 victoires d'affilée sans défaite, pour un total de 27 matchs dont 25 victoires.

### en (1990-2020)

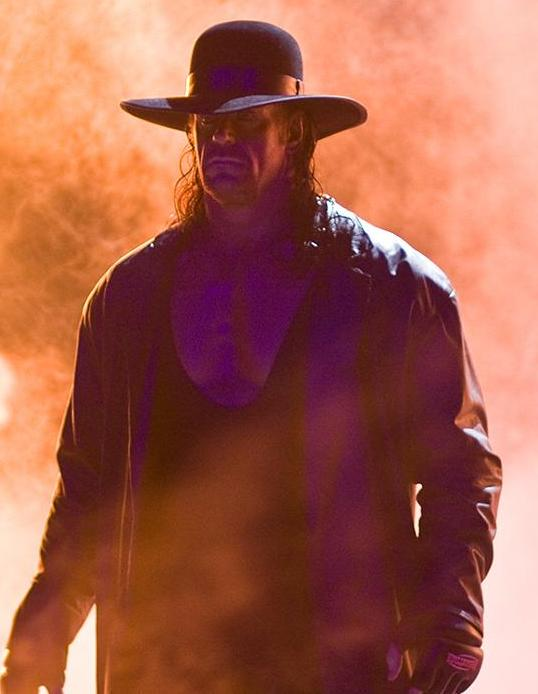
The Undertaker en 2008.

## Biographie

### Jeunesse
Il est le fils cadet de Frank (décédé en 2003) et Catherine Calaway, tous deux d'origine irlandaise. Ses quatre frères aînés se nomment David, Michael, Paul et Timothy (décédé le 24 mars 2020,). Il étudie au collège de Lufkin, puis poursuit ses études universitaires à l'école Waltrip High School (en) au Texas, où il fut membre de l'équipe de basket-ball. Cependant, une blessure au genou oblige Calaway à interrompre ce sport, alors qu'il s'était fixé l'objectif de jouer dans une équipe professionnelle européenne. Il obtient son Graduate school en 1983.

### Situation familiale
Il s'est marié une première fois avec Jodi Lynn en 1989, avec qui il a eu un fils, Gunner, né en 1993. Il divorce en 1999 et se remarie le 21 juillet 2000 avec Sara à St. Petersburg en Floride. Ils ont deux filles, Chasey (née le 21 novembre 2002) et Gracie (née le 15 mai 2005). Le couple divorce en 2007.
Le 26 juin 2010, Calaway a épousé la catcheuse Michelle McCool à Houston, avec qui il était en couple depuis 2007. Le 28 août est annoncée la naissance de leur fille, Kaia Faith Calaway.
Le 24 mars 2020, son grand frère Timothy Calaway est mort d’une crise cardiaque à l’âge de 63 ans,,.

### Fondations
En 2004, Calaway et son épouse Sara lancent la fondation « The Zeus Compton Calaway Save the Animals ». Celle-ci, en collaboration avec la Texas A&M College of Veterinary Medicine & Biomedical Sciences (en), vient en aide financièrement aux propriétaires d'animaux de compagnie, qui n'ont pas la possibilité de leur payer des soins médicaux. Le catcheur s'est également lancé dans l'immobilier, en 2007. Éloigné des rings à cause d'une blessure au biceps, il a entrepris, avec son ami Scott Everhart, la construction d'un building à Loveland, dans le Colorado. Composé de bureaux haut de gamme, le bâtiment a pour nom « Calahart », mot-valise formé par leurs noms de famille.

## Carrière

### World Class Championship Wrestling (1984-1989)
Il commence sa carrière de catcheur en 1984 sous le pseudonyme de « Texas Red » à la World Class Championship Wrestling au Texas où il perd son premier match contre Bruiser Brody[source insuffisante]. Quatre ans plus tard, en 1988, il quitte la fédération pour rejoindre la Continental Wrestling Association (qui devient l'année suivante la United States Wrestling Association, lorsque Jeff Jarrett fusionne la WCCW et la CWA) où il catche sous des gimmicks variés. Le 1er avril 1989, il remporte son premier titre de sa carrière, le championnat poids-lourds unifié de la USWA, sous le pseudonyme de « The Master of Pain » en battant Jerry « The King » Lawler. Calaway remporte également le WCWA Texas Heavyweight Championship le 5 octobre 1989 sous le nom de « The Punisher », à la suite du forfait du titre par le précédent champion Eric Embry.

### World Championship Wrestling (1989-1990)
Les premières apparitions de Calaway au grand public débutent quand il rejoint la World Championship Wrestling fin 1989. Il y prend le pseudonyme de « Mean Mark » Callous et forme avec « Dangerous Dan » Spivey l'équipe The Skyscrapers, qui est managée par Teddy Long. Les Skyscrapers ont une rivalité avec les Road Warriors, qui se stoppe prématurément lors du départ de Spivey.
De retour en solitaire (et managé par Paul E. Dangerously), il bat Johnny Ace à Capital Combat, puis Brian Pillman à Clash of the Champions. À The Great American Bash 1990, il tente sans succès de s'emparer du championnat poids-lourd des États-Unis de la NWA face à Lex Luger qui effectue le tombé sur lui après une corde à linge.
Parallèlement à son travail à la WCW, il a également catché à la New Japan Pro-Wrestling, en tant que Dice Morgan Punisher. Après son renvoi de la WCW, il retourne brièvement à la USWA où il prend part à un tournoi pour déterminer le nouveau champion poids lourds de l'USWA unifié : il bat Bill Dundee au premier tour, mais perd contre Jerry Lawler en quarts de finale. En octobre 1990, il signe un contrat avec la World Wrestling Federation.

### World Wrestling Federation/Entertainment(1990-2020)

#### Débuts et Champion de la WWF (1990-1991)
Il fait ses débuts aux Survivor Series le 22 novembre 1990 sous le nom de The Undertaker (qui veut dire en français « croque-mort », « fossoyeur » ou « entrepreneur de pompes funèbres »), un mort-vivant managé par Brother Love, où il fait partie de l'équipe de Ted DiBiase (les autres membres de l'équipe sont The Honky Tonk Man et Greg Valentine) pour affronter l'équipe de Dusty Rhodes (Dusty Rhodes, Koko B. Ware, Bret Hart et Jim Neidhart). Durant le match, il élimine Koko B. Ware en premier et Dusty Rhodes par la suite, mais c'est DiBiase qui fait gagner l'équipe en éliminant Hart.
Le 19 janvier 1991 au Royal Rumble, il participe au Royal Rumble match en entrant en douzième position mais il se fait éliminer en neuvième position par les Road Warriors (Hawk et Animal). Quelques mois après ses débuts, Brother Love lui présente son nouveau manager, Paul Bearer qui va devenir son ami, mentor et gardien de la célèbre urne d'où Undertaker tire sa force. À ses débuts, l'Undertaker place souvent ses adversaires vaincus (des jobbers) dans un sac mortuaire. Le 24 mars lors de WrestleMania VII, il bat Jimmy « Superfly » Snuka, commençant ainsi sa série d'invincibilité à l'événement, plus tard appelée streak. Ensuite, il commence une longue rivalité avec Hulk Hogan.
Un an après son arrivée à la WWF, il gagne le championnat de la WWF contre Hulk Hogan aux Survivor Series 1991, qu'il perd six jours plus tard contre Hogan lors de This Tuesday in Texas.
Le 19 janvier 1992, il participe au Royal Rumble en entrant en vingtième position mais il se fait éliminer par Hogan en dix-septième position.

#### Diverses rivalités (1992-1996)

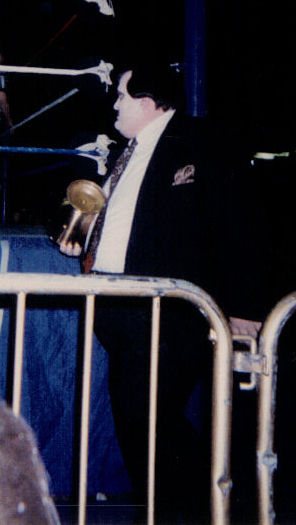
Paul Bearer, le manager et porteur de l'urne de l'Undertaker durant les années 1990, le trahit lors de SummerSlam 1996.

Plus tard dans l'année, il sauve Randy Savage d'une attaque de Jake « The Snake » Roberts. Lors de WrestleMania VIII, il remporte son combat face à Roberts. Lors de SummerSlam, il bat Kamala par disqualification. Il le bat une nouvelle fois lors des Survivor Series dans un match qu'il a lui-même inventé, le casket match ou le « match du cercueil », en enfermant Kamala dans le cercueil.
En janvier 1993, il entame une rivalité avec Giant Gonzalez. Il participe au Royal Rumble en entrant en quinzième position mais il se fait éliminer par ce dernier en quinzième position. Les deux hommes s'affrontent à WrestleMania IX, match qui se solde par une victoire de l'Undertaker par disqualification. Lors de SummerSlam, il obtient la victoire contre Gonzales dans « Rest in Peace match », cela signifiait qu'il n'y avait pas de disqualification et de décompte extérieur. Il participe aux Survivor Series dans un match à deux équipes de quatre à élimination dans l'équipe « The All-Americans » (Lex Luger, Undertaker, Rick Steiner et Scott Steiner). Son équipe sort vainqueur du match en battant « The Foreign Fanatics » (Yokozuna, Crush, Ludvig Borga et Jacques Rougeau).
Au Royal Rumble 1994, il perd face à Yokozuna dans un casket match pour le championnat de la WWF et disparaît pendant de longs mois. À SummerSlam, lors de son retour, il gagne contre un Undertaker imposteur (incarné par Brian Lee) et ayant Ted Dibiase comme manager. Aux Survivor Series, dans un Casket match contre Yokozuna, il obtient sa vengeance en l'enfermant dans le cercueil.
L'année 1995 implique l'Undertaker dans des rivalités avec des membres de la Million Dollar Corporation de Ted Dibiase. Il vainc Irwin R. Shyster au Royal Rumble et King Kong Bundy lors de WrestleMania XI. Par la suite, Kama Mustafa vole l'urne de Paul Bearer, la fait fondre et la transforme en chaîne qu'il porte autour du cou. Lors du premier In Your House, il bat Mustafa. Il participe au tournoi du King of the Ring en gagnant en huitième de finale contre Jeff Jarrett mais il se fait éliminer en quart de finale en perdant contre Mabel. Lors de In Your House 2 et SummerSlam, il bat Mustafa, à chaque fois dans un match du cercueil,. Lors de In Your House 3, il bat King Mabel. Lors des Survivor Series, il participe à un match classique de cet événement, un 4 contre 4 à élimination avec Savio Vega, Fatu et Henry Godwinn et battent King Mabel, Jerry Lawler, Isaac Yankem et Hunter Hearst Helmsley.
Lors de In Your House 5, il bat King Mabel dans un casket match. Par la suite, il entre en rivalité avec celui-ci, qui s'était emparé de la chaîne. Mabel et Yokozuna blessent l'Undertaker au visage et celui-ci porte ensuite un masque semblable à celui du fantôme de l'opéra. En décembre 1995, il remporte un match du cercueil contre King Mabel. À la suite de ce combat, la WWE le nomme aspirant numéro 1 au championnat de la WWF. Kevin Nash, ancien champion, intervient en la faveur de Bret Hart lors du combat pour le titre au Royal Rumble 1996.
À In Your House 6, il bat le champion intercontinental Goldust par décompte extérieur, et ne remporte donc pas le titre. La guerre entre l'Undertaker et Nash se termine, avec la victoire du Deadman à WrestleMania XII. À In Your House 7, il bat Mankind. Lors de In Your House 8, il perd un casket match pour le championnat intercontinental de Goldust à cause de l'intervention de Steve Austin, Vader, Justin Bradshaw, et Issac Yankem. Ce scénario se reproduit lors de In Your House 8 : Partie 2 mais cette fois à cause de l'intervention de Mankind qui se cachait dans le cercueil. Il perd contre Mankind lors du King of the Ring. Lors de In Your House 9, il bat Goldust par disqualification.

#### Brothers of Destruction (1996-1998)

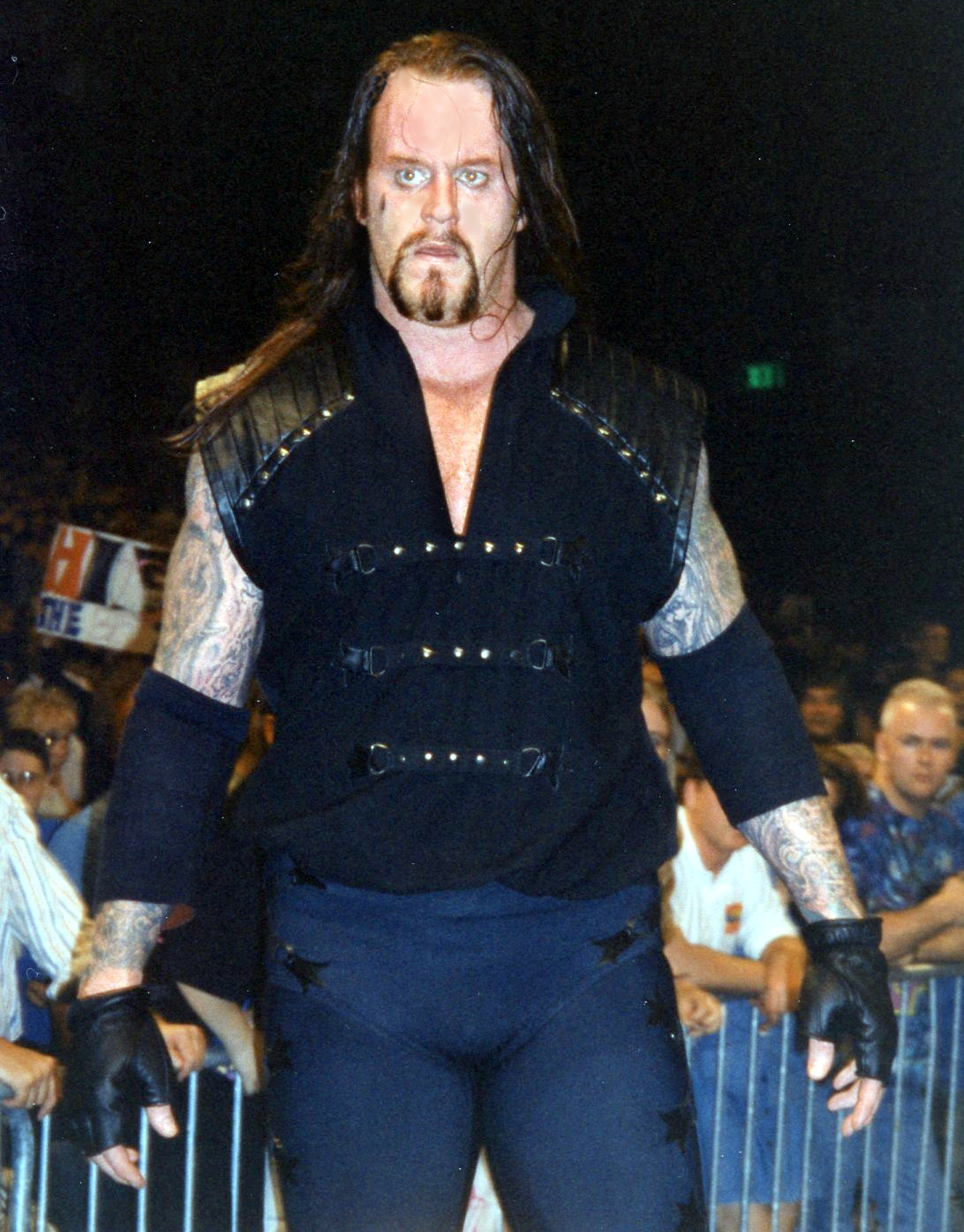
L'Undertaker en 1997.

Mankind le bat lors d'un Boiler Room Brawl à SummerSlam et Paul Bearer, son manager, le trahit en devenant l'allié de Mankind. À In Your House 10, il bat Goldust dans un curtain call match. Plus tard, l'Undertaker gagne contre Mankind dans le premier Buried Alive match (match « enterré vivant »).
Aux Survivor Series, il gagne contre Mankind. À In Your House 12, il bat The Executioner dans un armageddon rules match.
Le 23 mars 1997 lors de la treizième édition de WrestleMania, il bat Sycho Sid et devient champion de la WWF pour la deuxième fois. Il conserve son titre contre Mankind lors de In Your House 14, contre Stone Cold Steve Austin lors de In Your House 15 et contre Vader lors de In Your House 16. Il perd finalement son titre à SummerSlam 1997 contre Bret Hart.
Il entame une rivalité avec Shawn Michaels qu'il affronte lors de In Your House 17, mais le match se termine par une double disqualification. Ils obtiennent un match revanche lors de Badd Blood: In Your House dans le tout premier Hell in a Cell match. Il perd le match à cause de l'intervention de son demi-frère, Kane. Il perd par disqualification contre Jeff Jarrett lors de In Your House 19.
Lors du Royal Rumble 1998, il perd encore une fois contre Michaels dans un casket match toujours à cause d'une intervention de Kane. Il affronte enfin celui-ci dans un match à WrestleMania XIV, match qu'il remporte. Lors de Mayhem in Manchester, il bat Kane. Lors de In Your House : Unforgiven, il bat Kane dans le tout premier Inferno match. Au King of the Ring 1998, il gagne lors d'un Hell in a Cell match contre Mankind. Lors du match, il pousse Mankind du toit de la cage sur la table des commentateurs, cette image est aujourd'hui considérée comme l'une des plus violentes chutes de l'histoire. Dans la même soirée, il intervient dans le first blood match entre Stone Cold Steve Austin et Kane pour le championnat de la WWF, causant la défaite d'Austin.
Lors du premier Fully Loaded, il gagne pour la première fois le championnat par équipe de la WWE avec son rival et champion de la WWF Stone Cold Steve Austin contre Mankind et Kane. Ils perdent les titres contre les anciens champions le 10 août à Raw. Lors du SummerSlam, il perd sa chance pour le titre de la WWF contre Steve Austin. Lors de Breakdown, il participe à un match triple menaces pour le titre d'Austin comprenant aussi Kane mais ils exécutent le tombé sur le champion en même temps et le titre est donc déclaré vacant. Il affronte Kane lors du premier Judgment Day avec Steve Austin comme arbitre spécial mais ce dernier attaque les deux hommes et se déclare lui-même champion. Un tournoi pour le championnat est organisé aux Survivor Series où Undertaker bat Kane en quart de finale mais il perd en demi-finale par disqualification contre The Rock après une intervention de Kane favorable au Rock.

#### Ministry of Darkness (1998-1999)
À la fin de l'année 1998, il fonde un clan nommé Ministry of Darkness avec Edge, Christian, Gangrel, Viscera. Il perd au profit de Stone Cold Steve Austin dans un match à quatre comprenant aussi Kane et Mankind lors de Capital Carnage.
Après WrestleMania XV, où il remporte une victoire face au Big Boss Man dans un match Hell in a Cell, The Corporation et The Ministry of Darkness se réunissent pour former The Corporate Ministry. Lors du premier Backlash, il bat Ken Shamrock. Lors de No Mercy qui se déroule au Royaume-Uni, il participe à un match triple menaces comprenant Triple H pour le titre de champion de la WWF d'Austin mais ce dernier conserve son titre. Il gagne, pour la troisième fois de sa carrière, le championnat de WWF à Over The Edge 1999 en battant Austin, grâce à l'aide de Shane McMahon qui était l'arbitre spécial du match. Il conserve son titre face à The Rock au King of the Ring.
Il perd son titre le 28 juin à Raw, au profit d'Austin. Après la perte du titre de la WWF, Undertaker forme une équipe avec Big Show sous le nom de Unholy Alliance où ils gagneront deux fois le championnat du monde par équipes de la WWF, le premier à SummerSlam en battant son frère Kane et son partenaire X-Pac et le second face à Rock 'n' Sock Connection (The Rock et Mankind) à SmackDown dans un Buried Alive Tag Team match avec l'aide de Triple H alors que celui-ci n’aidait pas vraiment son équipe puisque Helmsley avait attaqué Big Show. En septembre 1999, Undertaker se blesse et quitte la WWF pour un arrêt de plusieurs mois.

#### The American BadassetThe Big Evil(2000-2003)

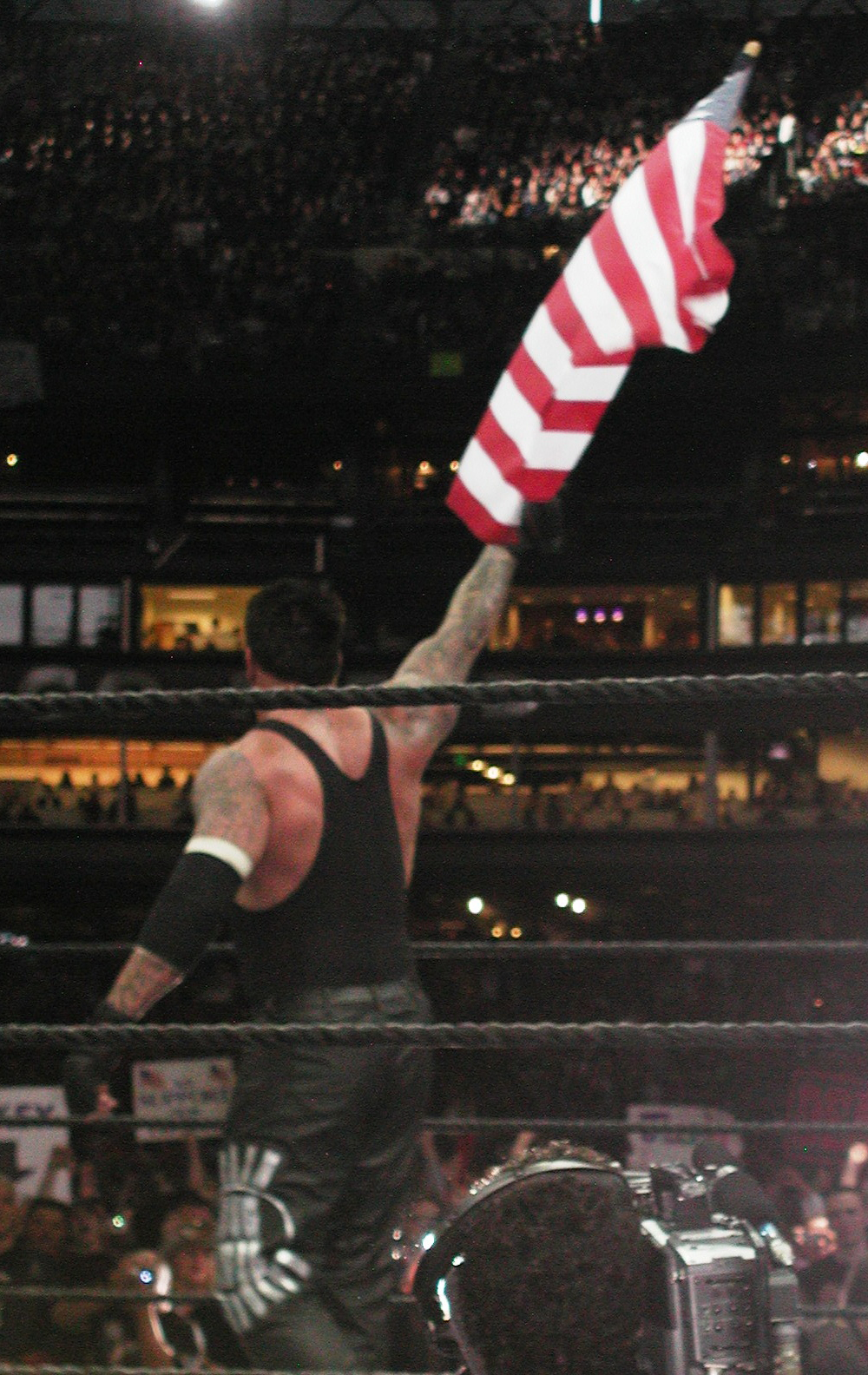
« The American Bad Ass » Undertaker à WrestleMania XIX.

Undertaker, blessé au bras, ne peut revenir pour WrestleMania 2000. Il reprend les matchs en mai seulement. Son retour marque un changement dans son personnage. Il a également une nouvelle prise de finition : The Last Ride.
Undertaker revient sur le ring lors de Judgment Day 2000 sous le look d'un motard pour attaquer Triple H mais l'arbitre spécial, Shawn Michaels, utilise cette attaque comme prétexte pour disqualifier The Rock. Lors du King of the Ring 2000, il fait équipe avec The Rock et Kane pour battre Triple H, Vince McMahon et Shane McMahon, permettant à The Rock de récupérer le WWF Championship. Lors de Fully Loaded, il bat Kurt Angle. Lors de SummerSlam, son match face à Kane se termine en double décompte à l'extérieur. En effet, il avait enlevé le masque de son demi-frère et celui-ci s'est donc enfui. Il tentera de remporter le WWF Championship de The Rock dans un match à quatre comprenant aussi Kane et Chris Benoit mais The Rock conserve son titre. Lors des Survivor Series, il se fait battre par le champion Angle et ne remporte donc pas le titre. Durant le match, le frère d'Angle est intervenu en se faisant passer pour son frère, ceci a distrait l'Undertaker et lui a fait perdre le match. À Rebellion, il bat Chris Benoit. Il participe à un Hell in a Cell match comprenant Stone Cold Steve Austin, Triple H, The Rock, Rikishi et le champion Kurt Angle mais ce dernier conserve son titre.
Il participe au Royal Rumble 2001 en entrant en vingt-cinquième position mais il se fera éliminer par Rikishi. Il participe avec Kane à un match de tables comprenant aussi Edge et Christian et les WWF Tag Team Champions, les Dudley Boyz mais ces derniers conservent leurs titres. À WrestleMania X-Seven, il bat Triple H et signe sa neuvième victoire à WrestleMania..
Après WrestleMania, il forme une équipe avec son demi-frère Kane qui durera plusieurs mois. Les Brothers of Destruction s'opposeront notamment à Stone Cold Steve Austin et Triple H dans une rivalité brutale. Le 19 avril à SmackDown!, ils remportent le WWF Tag Team Championship face à Edge et Christian mais le perdront dix jours plus tard à Backlash contre Steve Austin et Triple H. À Insurrextion, il bat Steve Austin et Triple H dans un match à handicap. Il ne remportera pas le championnat de la WWF à Judgment Day face à Steve Austin à cause de l'intervention de Triple H. Lors d'une édition de Raw, il gagne par disqualification contre Albert pour le championnat Intercontinental à cause de DDP. Lors d'InVasion, il fait partie de l'équipe de la WWF qui perd contre l'équipe Alliance. Juste avant SummerSlam, les Brothers of Destruction remportent le championnat du monde par équipes de la WCW. Son frère et lui remportent le champions par équipe de la WWF à SummerSlam faisant d'eux les premiers double champions par équipe de l'histoire de la WWF,. Ils perdent le titre de la WWF contre les Dudley Boyz. À Unforgiven, ils conservent le championnat de la WCW contre Brian Adams et Bryan Clark. Ils perdront plus tard le titre de la WCW contre Booker T et Test.
Lors de No Mercy, il bat Booker T et lors des Survivor Series, il fera partie de l'équipe WWF qui battra l'équipe Alliance. En novembre 2001, Undertaker opère un changement complet d'attitude demandant le respect et massacrant quiconque ne lui en donnerait pas assez. Il remporte le championnat hardcore de la WCW contre Rob Van Dam à Vengeance. Après avoir défendu son titre avec succès contre des adversaires comme The Big Show ou Jeff Hardy, il perd le titre contre Maven.
Il participe au Royal Rumble 2002 en entrant en huitième position mais il se fait éliminer par Maven. Il entame une rivalité avec Ric Flair. À No Way Out, il perd contre The Rock à la suite d'une distraction de Flair. Pour que Flair accepte de l'affronter à WrestleMania, il va jusqu'à attaquer son fils. À WrestleMania X8, il bat Flair. À Backlash, il intervient dans le match entre Triple H et Hulk Hogan en faveur de ce dernier. Par la suite, Hogan gagne le championnat incontesté de la WWF. Il se fait battre par Triple H lors d'Insurrextion 2002. Après de multiples attaques, Undertaker (alors surnommé Big Evil) gagne le titre contre Hulk Hogan à Judgement Day. Dès le lendemain à Raw, il met son titre en jeu contre Van Dam et il perd le titre, mais le récupère une minute après.
Il conserve également son titre contre Triple H à King Of The Ring 2002, Jeff Hardy dans un match de l'échelle à Raw ou encore contre Kurt Angle à SmackDown. Mais son règne est court car lors de Vengeance, il perd le titre dans un match triple menaces contre Kurt Angle et The Rock laissant la ceinture au Rock. Après avoir fait un face turn, il bat Test à SummerSlam ; il est ensuite drafté à SmackDown et sort vainqueur d'un triple threat match dans cette même édition de SmackDown contre Chris Benoit et Kurt Angle pour déterminer le challenger no 1 au championnat de la WWE détenu par Brock Lesnar. Sa quête du titre se poursuit donc avec sa feud contre Brock Lesnar à Unforgiven. Il termine en match nul (double disqualification) et Undertaker demande une revanche à No Mercy dans un Hell in a Cell sanglant que Lesnar gagna. Big Show blesse Undertaker en octobre 2002, pour lui permettre de se remettre d'une blessure.
Il fait son retour au Royal Rumble 2003 en rentrant 30e. Il est alors éliminé par Lesnar (à la suite d'une distraction de Batista), qui gagne finalement le Royal Rumble. Il bat Big Show lors de No Way Out. Undertaker veut se venger du Big Show à WrestleMania XIX mais A-Train se joint à Big Show pour un match à handicap (en effet, le partenaire de l'Undertaker, Nathan Jones, n'a pas participé au match) qu'Undertaker remporte. Undertaker bat Rey Mysterio dans un tournoi pour déterminer le challenger no 1 au titre mondial dans une édition de SmackDown mais il est éliminé par John Cena grâce à l'interférence des Full Blooded Italians (FBI). Puis il bat John Cena à Vengeance, puis A-Train à SummerSlam. À No Mercy, un Biker Chain match a lieu entre Lesnar et lui pour le championnat de la WWE : il perd après une intervention du FBI et de Vince McMahon. L'Undertaker veut se venger de McMahon aux Survivor Series dans un buried alive match mais perd après que Kane intervient et l'enterre.

#### Retour enDeadman(2004-2007)

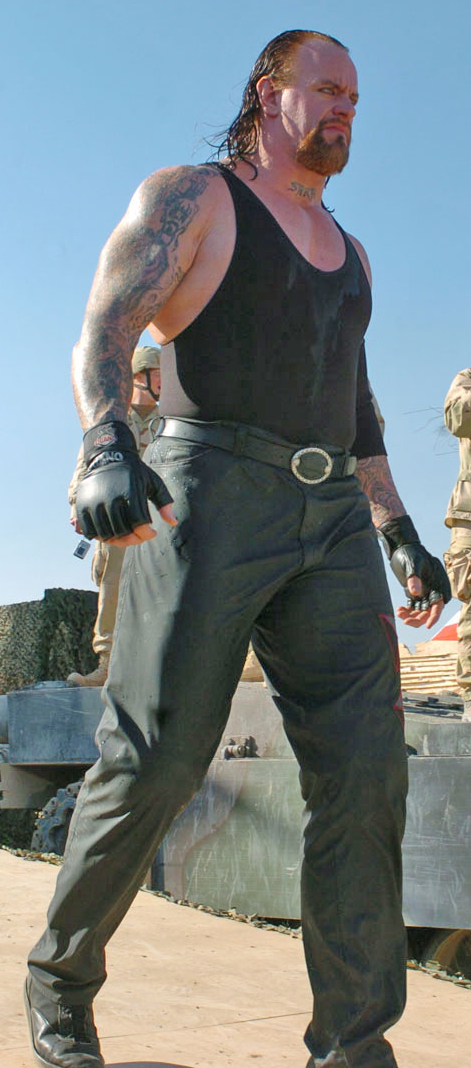
The Undertaker en décembre 2004.

Il effectue son retour à WrestleMania XX sous son ancien personnage du Deadman en battant Kane. À The Great American Bash, Undertaker bat seul les Dudley Boyz et « tue » ensuite son ancien manager, Paul Bearer en faisant couler du ciment dans une cage en verre où il était enfermé durant le match (le véritable Paul Bearer est remplacé par un cascadeur pour cause de soucis de santé).
Il devient ensuite aspirant no 1 au championnat de la WWE détenu par JBL mais perd par disqualification à SummerSlam après avoir mis un coup de ceinture à JBL. Il obtient un match revanche à No Mercy pour la ceinture dans un Last Ride Match mais il perd après l'intervention de Heidenreich. S'ensuit une rivalité entre Undertaker et Heidenreich durant laquelle le Deadman remporte la victoire aux Survivor Series. À Armageddon, il est battu dans un match à quatre pour le championnat de la WWE entre JBL, Eddie Guerrero, Booker T et lui-même.
La feud entre le Deadman et Heidenreich prend fin au Royal Rumble dans un match du cercueil où l'Undertaker l'emporte.
L'Undertaker commence ensuite une rivalité avec Randy Orton et son père « Cowboy » Bob Orton. Lors de WrestleMania 21, il bat Randy Orton. À Great American Bash, il bat Muhammad Hassan. Lors de SummerSlam, il perd face à Randy Orton, puis perd de nouveau face à Orton et son père dans un match du cercueil à handicap à No Mercy. Lors d'Armageddon, il bat Randy Orton dans un Hell in a Cell.
À No Way Out, il perd contre Kurt Angle pour le championnat du monde poids-lourd, alors qu'il croyait que son adversaire avait abandonné à la suite de sa prise de soumission.
À WrestleMania 22, il bat Mark Henry dans un match du cercueil. À SmackDown, le 14 avril, lors de son match contre Henry, il se fait attaquer par The Great Khali qui fait ses débuts à la WWE. Undertaker demande à affronter Khali à Judgment Day, mais il perd son match. Il affronte Big Show lors du Great American Bash dans le tout premier Punjabi Prison match de l'histoire de la WWE, match dont il sort vainqueur (Big Show remplaçait le Great Khali, car celui-ci avait un problème de santé). Le 18 août à SmackDown, il devient le premier catcheur à battre The Great Khali dans un last man standing match. Lors de No Mercy, il perd contre Mr. Kennedy par disqualification, car ce dernier lui a donné un coup avec le championnat des États-Unis.
Le 3 novembre à SmackDown, il refait équipe avec son frère Kane, reformant les Brothers of Destruction pour battre facilement Mr. Kennedy et MVP. Aux Survivor Series, il perd contre Mr. Kennedy dans un First Blood Match, lorsque MVP intervient et frappe Undertaker à la tête avec une chaise. À Armageddon, il bat Mr. Kennedy dans un Last Ride Match.

#### Triple champion du monde poids-lourd de la WWE (2007-2010)
Le 28 janvier 2007 lors du Royal Rumble, il entre en trentième et dernière position, élimine The Great Khali, MVP et Shawn Michaels pour remporter le Royal Rumble, ce qui lui donne une chance pour remporter le championnat mondial à WrestleMania. À No Way Out, Batista, le champion du monde poids-lourds, et lui perdent contre John Cena, le champion de la WWE, et Michaels, à la suite d'une trahison de Batista qui leur coûte le match.
À WrestleMania 23, l'Undertaker bat Batista et devient champion du monde poids-lourds pour la première fois. Le match est élu match de l'année 2007 par les fans[source insuffisante]. Batista veut obtenir son match revanche, et affronte l'Undertaker dans un Last Man Standing match à Backlash. Il se termine par un match nul. Le 11 mai à SmackDown, il défend une nouvelle fois le titre contre Batista dans un match en cage, se terminant en match nul. Par la suite, Edge utilise mallette du Money in the Bank sur l'Undertaker, après une attaque de Mark Henry, et remporte le titre.

L'Undertaker est ensuite absent à la suite d'une blessure. Il effectue son retour à Unforgiven, en battant Mark Henry. L'Undertaker obtient ensuite son match revanche pour le championnat du monde poids-lourds face à Batista à Cyber Sunday avec Stone Cold Steve Austin comme arbitre spécial, mais ne remporte pas le match. Il obtient une nouvelle chance au titre lors des Survivor Series dans un Hell in a Cell, mais perd le match à la suite d'une intervention d'Edge, déguisé en cameraman. Afin de se venger, l'Undertaker porte un Tombstone Piledriver sur Vickie Guerrero (Edge et Vickie avaient révélé leur amour peu avant). L'Undertaker affronte Batista et Edge dans un Triple Threat match pour le championnat du monde poids-lourds à Armageddon. Edge remporte le titre, à la suite d'une intervention de deux « Faux-Edge » (qui était en fait les Major Brothers).

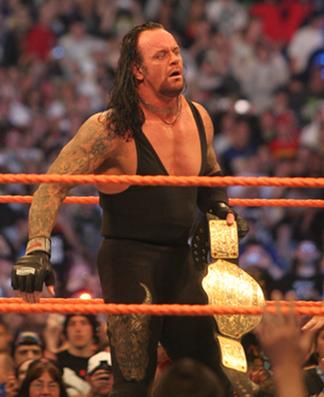
L'Undertaker remportant le Championnat du monde poids-lourd à WrestleMania XXIV.

Au début de l'année 2008, l'Undertaker est en rivalité avec Mark Henry, Big Daddy V et Matt Striker. Il commence à utiliser une nouvelle prise de soumission, le Hell's Gate. Il participe au Royal Rumble, mais ne remporte pas le match. À No Way Out, l'Undertaker remporte l'Elimination Chamber, et obtient un match pour le championnat du monde poids-lourds à WrestleMania XXIV,. Il entre alors en rivalité avec le champion Edge, Zack Ryder et Curt Hawkins. À WrestleMania, l'Undertaker bat Edge, ce dernier ayant abandonné à la suite du Hell's Gate. Il devient pour la deuxième fois champion du monde poids-lourds. Il conserve le titre à Backlash face à Edge avec le Hell's Gate. Edge, en sang, est raccompagné sur une civière après le match. Le manager général de SmackDown Guerrero interdit alors le Hell's Gate, et rend le championnat du monde poids-lourds vacant. Lors de Judgment Day, l'Undertaker bat Edge par décompte à l'extérieur pour le titre, mais Vickie Guerrero dit que le titre ne peut être remporté que par tombé ou soumission. Le titre reste donc toujours vacant. Un nouveau match pour le titre a lieu lors de One Night Stand entre Edge et l'Undertaker, dans un TLC match You're Fired match. Edge remporte le match à la suite d'une intervention de La Familia. Guerrero renvoie donc l'Undertaker de la WWE.

L'Undertaker fait son retour (après avoir été réengagé par Guerrero) lors de SummerSlam en battant Edge dans un Hell in a Cell match. Après le match, il envoie Edge en enfer. À Unforgiven, Undertaker s'approche du ring pour « prendre l'âme de Vickie Guerrero », mais Big Show arrive d'abord pour aider l'Undertaker, mais il le trahit et l'attaque. Il entre ensuite en rivalité avec ce dernier, celui-ci défend Vickie Guerrero de l'Undertaker. Ils s'affrontent d'abord à No Mercy, dans un match remporté par le Big Show par KO, puis à Cyber Sunday dans un Last Man Standing match remporté par l'Undertaker avec le Hell's Gate. Les deux hommes s'affrontent une nouvelle fois aux Survivor Series dans un casket match, remporté par l'Undertaker.

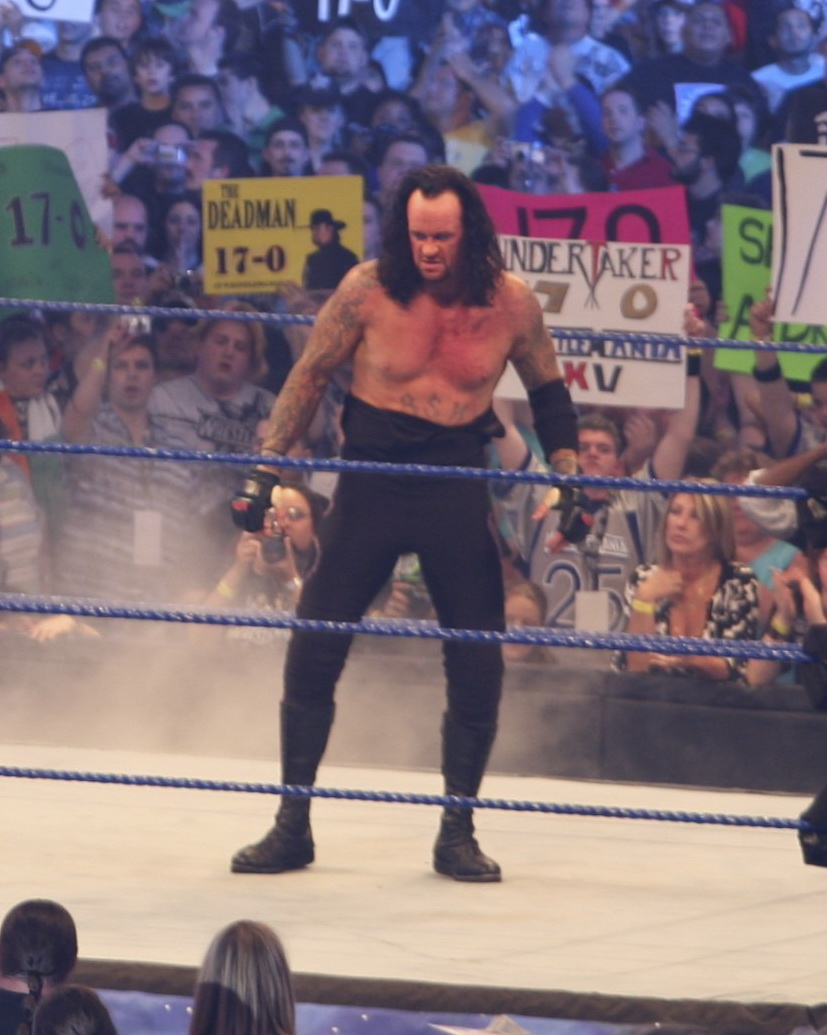
L'Undertaker, après son match face à Shawn Michaels à WrestleMania XXV.

Au début de l'année 2009, il participe au Royal Rumble en entrant en 16e position, mais se fait éliminer en 26e position par le Big Show, qui était déjà éliminé. Lors de No Way Out, il participe à l'Elimination Chamber pour le championnat de la WWE remporté par Triple H. Il débute ensuite une rivalité avec Shawn Michaels, celui-ci affrontera l'Undertaker à WrestleMania XXV. Les deux hommes s'affrontent à WrestleMania dans un combat remporté par l'Undertaker. À la suite de ce match, il reçoit le Slammy Award 2009 du match de l'année. Il prend ensuite quelques mois de repos à la suite de blessures aux genoux et à la hanche.
Il fait son retour lors de SummerSlam en attaquant CM Punk après que ce dernier a remporté le championnat du monde poids-lourds. Il obtient alors un match pour le titre à Breaking Point face à CM Punk dans un match de soumission remporté par Punk dans une fin controversée : alors que Punk portait son Anaconda Vice sur l'Undertaker, l'arbitre Scott Armstrong fait sonner la cloche laissant la victoire à Punk, sans que l'Undertaker ait abandonné. Il obtient un nouveau match pour le titre à Hell in a Cell, et remporte le titre en battant Punk dans un Hell in a Cell match. Ce règne sera le plus long de sa carrière : il conserve successivement le titre à Bragging Rights contre CM Punk, Rey Mysterio et Batista ; aux Survivor Series contre Chris Jericho et le Big Show ; à TLC contre Batista dans un match de chaises ; et au Royal Rumble 2010 contre Rey Mysterio.
Dans l'Elimination Chamber de SmackDown, il perd son titre à cause de Shawn Michaels qui, depuis plusieurs semaines, déclarait qu'il voulait un match revanche de WrestleMania XXV. Il lui porte un sweet chin music, permettant à Chris Jericho d'effectuer le tombé et de remporter le championnat du monde poids-lourds.

#### Rivalités avec Shawn Michaels et Kane (2010)
L'Undertaker accepte d'affronter Shawn Michaels à WrestleMania XXVI, sous la seule condition que s'il perd, il prend sa retraite. Le match est alors un « Streak vs Career match ». À WrestleMania, à la suite d'un match acclamé par la critique, comme l'année précédente, Undertaker bat Michaels dans un No Holds Barred match. Lors du Raw suivant, il apparaît pour rendre hommage à Michaels qui fait son discours d'adieu.
Lors du SmackDown du 28 mai, il bat Rey Mysterio pour gagner sa place lors du match pour le championnat du monde poids-lourds à Fatal 4 Way, mais, lors du match, il subit une fracture du nez, une fracture de l'orbite et une commotion cérébrale,. Son état de santé ne lui permettant pas de participer au match, il est remplacé par Mysterio qui se qualifie en remportant une bataille royale,.
Officiellement, la WWE justifie son absence lorsque Kane annonce que l'Undertaker a été attaqué par un homme inconnu, et qu'il est à présent dans un état végétatif. Il fait son retour trois mois plus tard à SummerSlam, en sortant d'un cercueil et en attaquant le champion du monde poids-lourds, Kane. Ce dernier l'attaque en retour et lui inflige un tombstone piledriver. Kane avoue être le responsable de son attaque. L'Undertaker affronte alors plusieurs fois Kane pour le titre sans parvenir à le remporter, d'abord à Night of Champions dans un No Holds Barred match, puis à Hell in a Cell dans un Hell in a Cell match (avec le retour de Paul Bearer qui le trahit), et enfin une troisième fois à Bragging Rights lors d'un Buried Alive match au cours duquel il est attaqué par la Nexus. Après ce match, il est à nouveau absent à la suite d'une blessure.

#### Rivalités avec Triple H et CM Punk (2011-2013)

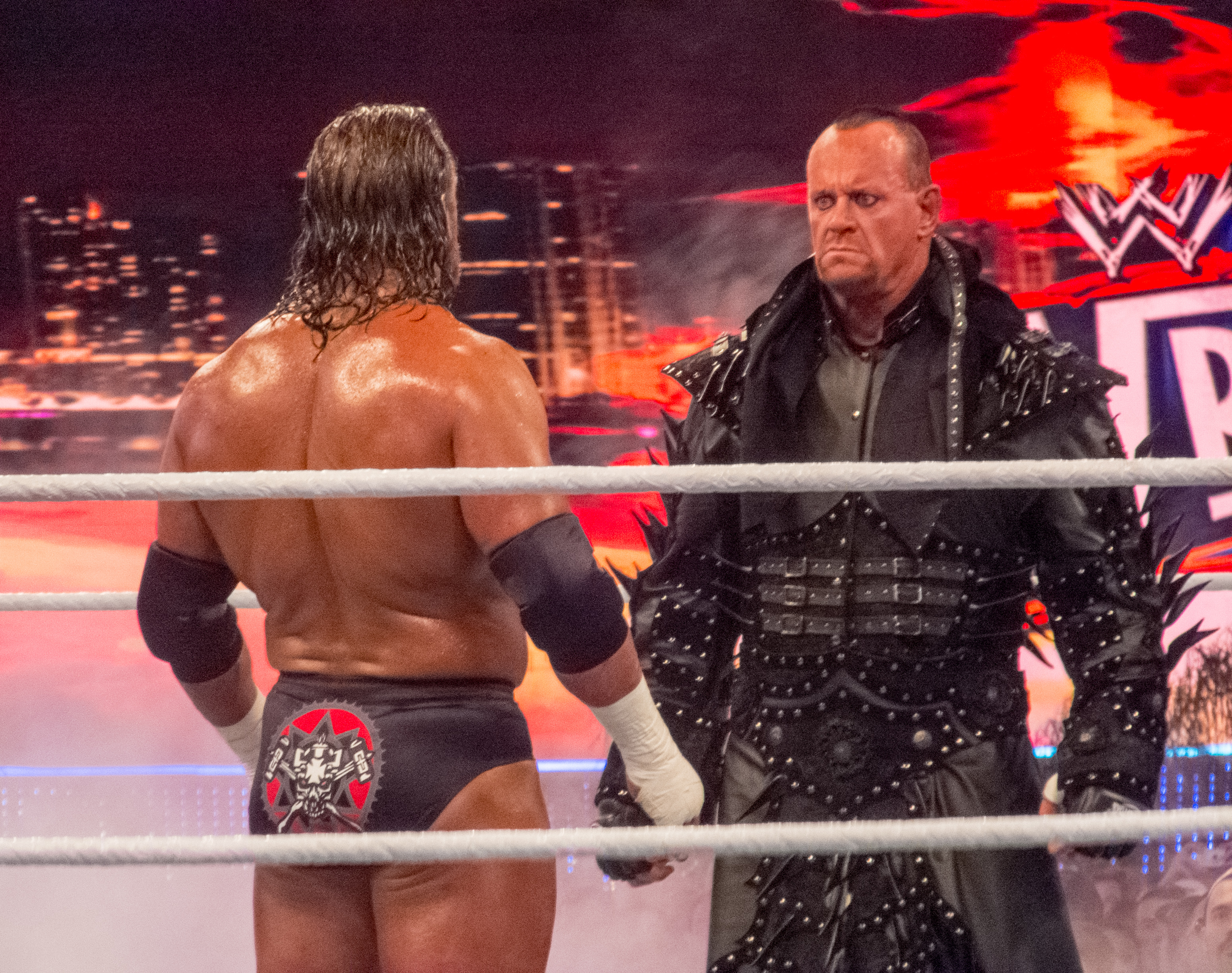
L'Undertaker et Triple H à WrestleMania XXVIII, avant leur affrontement.

Le 3 avril 2011 à WrestleMania XXVII, il bat Triple H par soumission dans un No Holds Barred Match.
Le 1er avril 2012 à WrestleMania XXVIII, il bat le même adversaire dans un Hell in a Cell Match, avec Shawn Michaels comme arbitre spécial.
Le 7 avril 2013 à WrestleMania 29, il bat CM Punk.

#### Fin de série d'invincibilités et diverses rivalités (2014-2017)

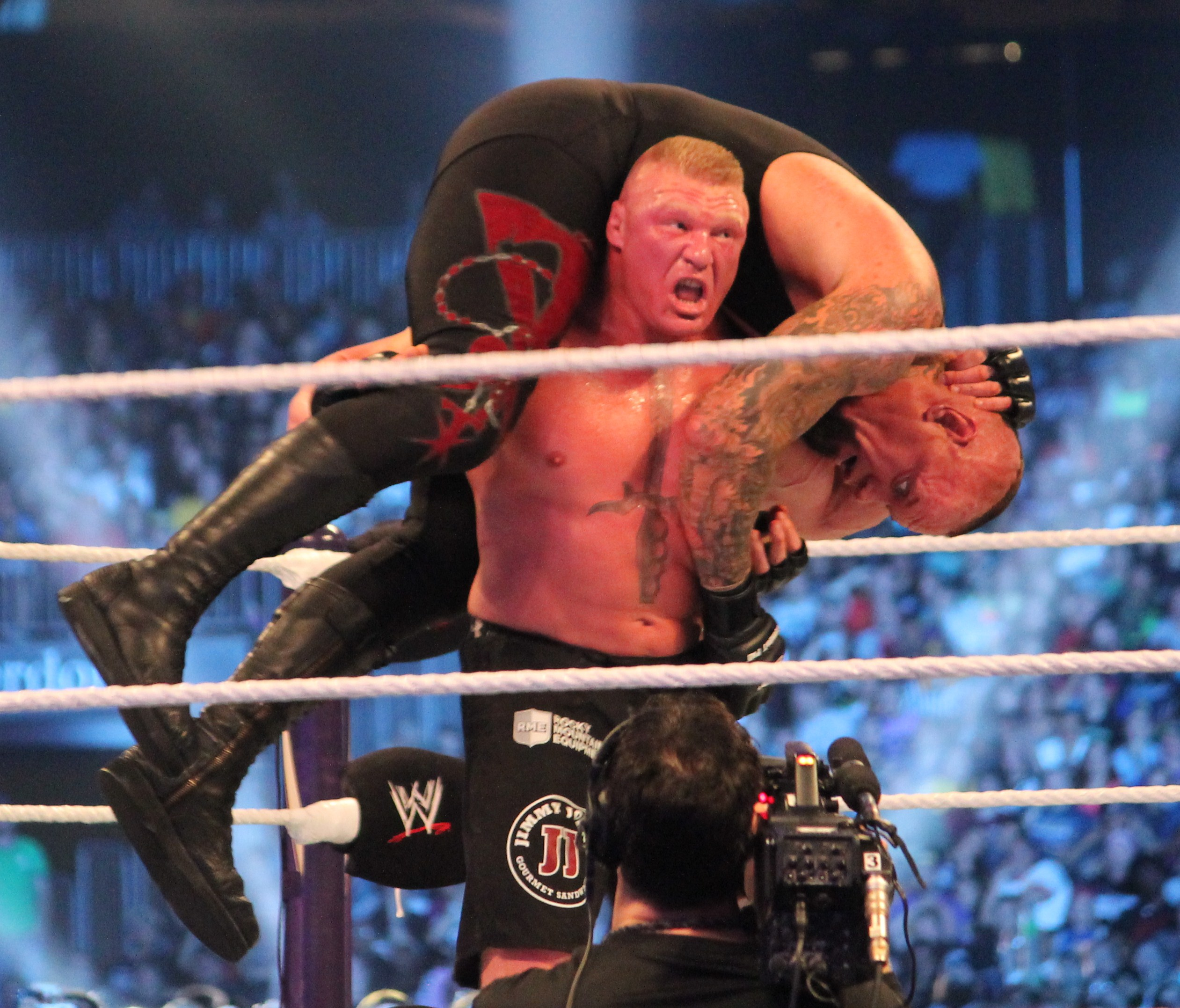
The Undertaker face à Brock Lesnar à WrestleMania XXX.

Le 6 avril 2014 à WrestleMania XXX, il perd face à Brock Lesnar, mettant fin à sa série d'invincibilité à WrestleMania (la Streak). Après ce combat, il est hospitalisé à la suite d'une commotion cérébrale.
Le 29 mars 2015 à WrestleMania 31, il bat Bray Wyatt.
Le 19 juillet à Battleground, il fait son retour et interrompt le match entre Seth Rollins et Brock Lesnar pour le titre mondial poids-lourds de la WWE, car il attaque le second pour se venger de la défaite subie à WrestleMania XXX. Le 23 août à SummerSlam, il bat Lesnar pour la première fois de sa carrière, de manière controversée avec un coup à l'entrejamble.
Le 25 octobre à Hell in a Cell, il perd face à ce même adversaire dans un Hell in a Cell match. Après le combat, il se fait attaquer et enlever par la Wyatt Family. Le 9 novembre à Raw, Kane et lui reforment les Brothers of Destruction et attaquent la Wyatt Family. Bray Wyatt les défie ensuite dans un match aux Survivor Series. Le 22 novembre aux Survivor Series, ils battent Bray Wyatt et Luke Harper.
Le 29 mars 2016 à WrestleMania 32, il bat Shane McMahon dans un Hell in a Cell Match, permettant à Vince McMahon de garder le contrôle du show rouge.
Le 29 janvier 2017 au Royal Rumble, il entre dans le Royal Rumble masculin en 29e position, élimine Sami Zayn, Baron Corbin, The Miz et Goldberg, avant d'être éliminé par Roman Reigns.
Le 2 avril à WrestleMania 33, il perd face au Samoan, subissant sa seconde défaite au pay-per-view.

#### Diverses rivalités et retraite (2018-2020)
Le 8 avril 2018 à WrestleMania 34, il bat John Cena en moins de trois minutes. Le 27 avril au Greatest Royal Rumble, il bat Rusev dans un Casket Match.
Le 6 octobre à Super Show-Down, il perd face à Triple H. Après le combat, son adversaire, Shawn Michaels, Kane et lui célèbrent ensemble, mais The Big Red Monster et lui attaquent les deux premiers. Le 2 novembre à Crown Jewel, les Brothers of Destruction perdent face à D-Generation X.
Le 7 juin 2019 à Super ShowDown, il bat Goldberg. Le 25 juin à Raw, il fait son retour et vient en aide à Roman Reigns en attaquant Drew McIntyre et Shane McMahon.
Le 14 juillet à Extreme Rules, le Samoan et lui battent l'Écossais et le commissionnaire du show bleu dans un No Holds Barred match.
Le 27 février 2020 à Super ShowDown, il participe au Tuwaiq Trophy Gauntlet Match en remplacement de Rey Mysterio, puis remporte le trophée en battant AJ Styles. Le 8 mars à Elimination Chamber, il fait une apparition surprise lors du combat entre Aleister Black et AJ Styles (accompagné de Luke Gallows et Karl Anderson), puis intervient en faveur du premier en lui permettant de battre le second en attaquant The OC.
Le 4 avril à WrestleMania 36, il bat AJ Styles dans un Boneyard Match, un match scénarisé.
Le 22 novembre aux Survivor Series, une cérémonie a lieu en son honneur, avec des catcheurs tels que Shane McMahon, Big Show, JBL, Jeff Hardy, Mick Foley, The Godfather, les Godwinns, Savio Vega, Rikishi, Kevin Nash, Booker T, Shawn Michaels, Ric Flair, Triple H et Kane. Il effectue sa dernière apparition au sein de la compagnie, rend hommage à son ancien manager Paul Bearer, et annonce qu'il est grand temps pour son personnage de reposer enfin en paix.

#### WWE Hall of Fame (2022)
Le 18 février 2022, la WWE annonce son intronisation au Hall of Fame. Le 1er avril, il est intronisé au WWE Hall of Fame par Vince McMahon.
Le 7 avril 2024 à WrestleMania XL, Il apparaît à la fin du main-event entre Roman Reigns et Cody Rhodes, et porte un Chokeslam sur The Rock, venu aider Reigns, la victoire allant finalement à Cody Rhodes.

## Palmarès

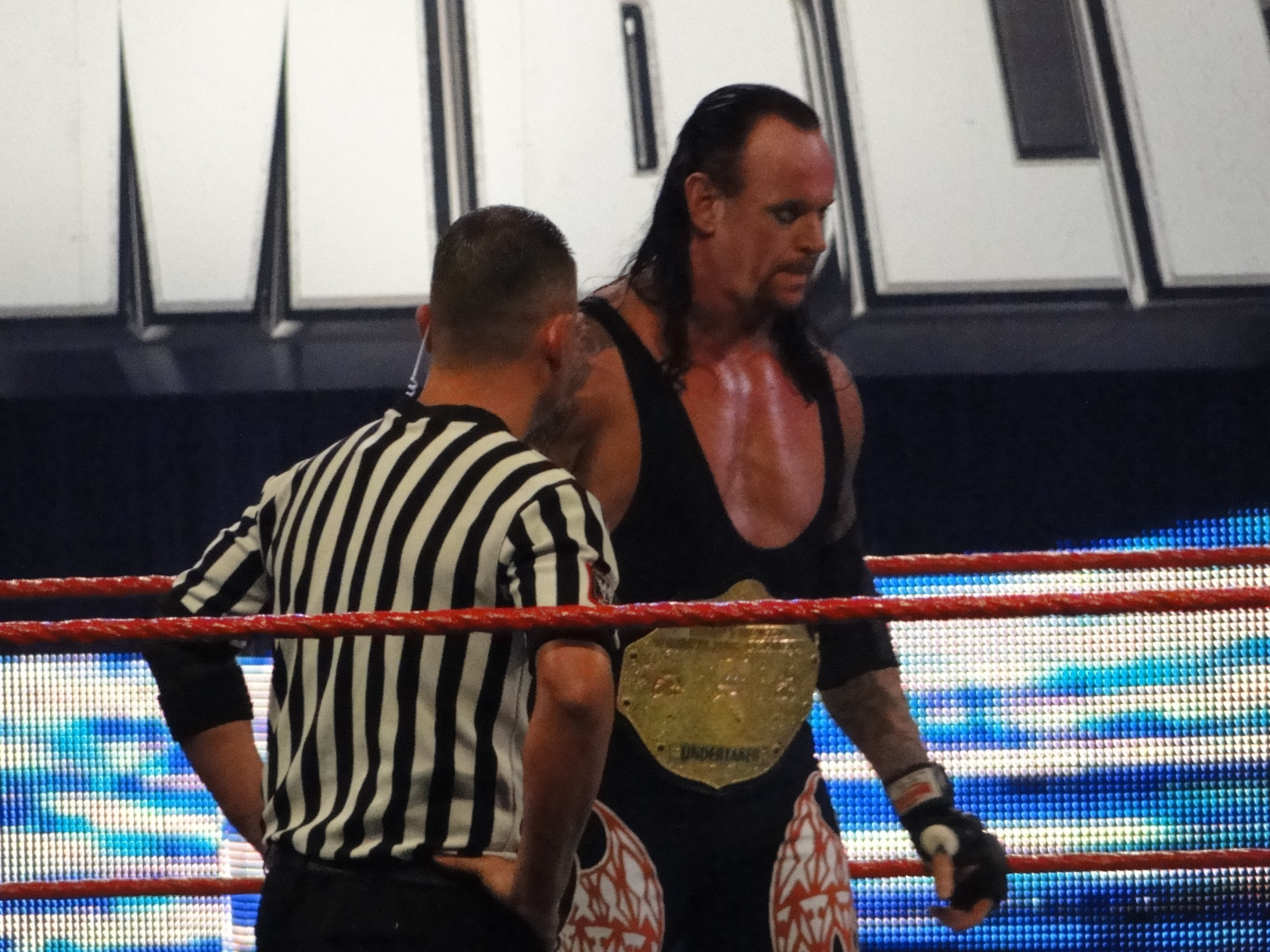
The Undertaker lors du Royal Rumble 2010, où il défendit avec succès son championnat du monde poids-lourds contre Rey Mysterio.

### Titres remportés
- United States Wrestling Association
  - 1 fois champion poids lourds unifié de l'USWA[207]
- World Class Wrestling Association
  - 1 fois champion poids lourds de la WCWA Texas[208]
- World Wrestling Federation/Entertainment
  - 4 fois champion de la WWF / WWE[209]
  - 3 fois champion du monde poids-lourds de la WWE[210]
  - 1 fois champion Hardcore de la WWE[211]
  - 6 fois champion du monde par équipes de la WWE[212]
    - 1 fois avec Stone Cold Steve Austin
    - 2 fois avec Big Show
    - 1 fois avec The Rock
    - 2 fois avec Kane[99],[100]

  - 1 fois champion du monde par équipes de la WCW
    - avec Kane[98]

  - Vainqueur du Royal Rumble en 2007
  - Vainqueur du Tuwaiq Mountain Trophy en 2020
  - Introduction aux Hall of Fame en 2022
  - Slammy Awards[213]: 
    - Match de l'année (2020) : contre AJ Styles à WrestleMania 36 dans un Boneyard Match[213]
    - Moment de l'année (2020) : annonçant sa retraite définitive de la WWE aux Survivor Series en 2020

### Palmarès àWrestleMania
La carrière d'Undertaker est marquée par sa longue série d'invincibilité à WrestleMania. Surnommée la "streak", elle était à chaque édition de WrestleMania l'une des attractions principales, et la briser un prix ultime à obtenir pour les catcheurs faisant face à l'Undertaker,. La streak continuera jusqu'à atteindre 21 victoires d'affilée, et prend fin en 2014 lors de WrestleMania XXX lors d'une défaite face à Brock Lesnar.
| N  | Record | Adversaire         | Évènement                  | Date           | Lieu                                              | Notes |
| -- | ------ | ------------------ | -------------------------- | -------------- | ------------------------------------------------- | --- |
| 1  | 1-0    | Jimmy Snuka        | WrestleMania VII           | 24 mars 1991   | Memorial Sports Arena, Los Angeles                | |
| 2  | 2-0    | Jake Roberts       | WrestleMania VIII          | 5 avril 1992   | Hoosier Dome, Indianapolis                        | |
| 3  | 3-0    | Giant Gonzalez     | WrestleMania IX            | 4 avril 1993   | Caesars Palace, Las Vegas                         | Undertaker gagne par disqualification. |
| 4  | 4-0    | King Kong Bundy    | WrestleMania XI            | 2 avril 1995   | Civic Center, Hartford (Connecticut)              | Avec comme arbitre spécial Larry Young (en). |
| 5  | 5-0    | Diesel             | WrestleMania XII           | 31 mars 1996   | Arrowhead Pond, Anaheim                           | |
| 6  | 6-0    | Sycho Sid          | WrestleMania 13            | 23 mars 1997   | The Horizon, Rosemont (Illinois)                  | Pour le championnat du monde poids lourds de la WWF. |
| 7  | 7-0    | Kane               | WrestleMania XIV           | 29 mars 1998   | FleetCenter, Boston                               | |
| 8  | 8-0    | Big Boss Man       | WrestleMania XV            | 28 mars 1999   | First Union Center, Philadelphie                  | Dans un Hell in a Cell. |
| 9  | 9-0    | Triple H           | WrestleMania X-Seven       | 1er avril 2001 | Reliant Astrodome, Houston                        | |
| 10 | 10-0   | Ric Flair          | WrestleMania X8            | 17 mars 2002   | SkyDome, Toronto                                  | Dans un match sans disqualification. |
| 11 | 11-0   | A-Train & Big Show | WrestleMania XIX           | 30 mars 2003   | Safeco Field, Seattle                             | Dans un match handicap à 2 contre 1. |
| 12 | 12-0   | Kane (2)           | WrestleMania XX            | 14 mars 2004   | Madison Square Garden, New York                   | |
| 13 | 13-0   | Randy Orton        | WrestleMania 21            | 3 avril 2005   | Staples Center, Los Angeles                       | |
| 14 | 14-0   | Mark Henry         | WrestleMania 22            | 2 avril 2006   | Allstate Arena, Rosemont (Illinois)               | Dans un match du cercueil. |
| 15 | 15-0   | Batista            | WrestleMania 23            | 1er avril 2007 | Ford Field, Détroit (Michigan)                    | Pour le championnat du monde poids lourds. |
| 16 | 16-0   | Edge               | WrestleMania XXIV          | 30 mars 2008   | Citrus Bowl, Orlando (Floride)                    | Pour le championnat du monde poids lourds. |
| 17 | 17-0   | Shawn Michaels     | WrestleMania 25            | 5 avril 2009   | Reliant Stadium, Houston                          | |
| 18 | 18-0   | Shawn Michaels (2) | WrestleMania XXVI          | 28 mars 2010   | University of Phoenix Stadium, Glendale (Arizona) | Dans un match où Shawn Michaels mit sa carrière en jeu. |
| 19 | 19-0   | Triple H (2)       | WrestleMania XXVII         | 3 avril 2011   | Georgia Dome, Atlanta                             | Dans un match sans disqualification. |
| 20 | 20-0   | Triple H (3)       | WrestleMania XXVIII        | 1er avril 2012 | Sun Life Stadium, Miami                           | Dans un Hell in a Cell avec comme arbitre spécial Shawn Michaels.                                                                                          |
| 21 | 21-0   | CM Punk            | WrestleMania 29            | 7 avril 2013   | MetLife Stadium, East Rutherford                  | |
| 22 | 21-1   | Brock Lesnar       | WrestleMania XXX           | 6 avril 2014   | Mercedes-Benz Superdome, La Nouvelle-Orléans      | |
| 23 | 22-1   | Bray Wyatt         | WrestleMania 31            | 29 mars 2015   | Levi's Stadium, Santa Clara (Californie)          | |
| 24 | 23-1   | Shane McMahon      | WrestleMania 32            | 3 avril 2016   | AT&T Stadium, Arlington (Texas)                   | Dans un Hell in a Cell. |
| 25 | 23-2   | Roman Reigns       | WrestleMania 33            | 2 avril 2017   | Camping World Stadium, Orlando (Floride)          | Dans un match sans disqualification. |
| 26 | 24-2   | John Cena          | WrestleMania 34            | 8 avril 2018   | Mercedes-Benz Superdome, La Nouvelle-Orléans      | |
| 27 | 25-2   | A.J. Styles        | WrestleMania 36 - 1re nuit | 25 mars 2020   | WWE Performance Center, Orlando (Floride)         | Dans un boneyard match pré-enregistré pendant la période de confinement provoquée par le COVID-19, c'est le dernier combat de la carrière de l'Undertaker. |

## Récompenses des magazines
- Pro Wrestling Illustrated

| Année | 1992 | 1993 | 1994 | 1995 | 1996 | 1997 | 1998 | 1999 | 2000       | 2001 | 2002 | 2003 | 2004 | 2005 | 2006 | 2007 | 2008 | 2009 | 2010 |
| ----- | ---- | ---- | ---- | ---- | ---- | ---- | ---- | ---- | ---------- | ---- | ---- | ---- | ---- | ---- | ---- | ---- | ---- | ---- | ---- |
| Rang  | 21   | 46   | 23   | 14   | 19   | 6    | 5    | 8    | Non classé | 11   | 2    | 18   | 23   | 26   | 59   | 5    | 6    | 11   | 8    |

- PWI Rivalité de l'année (PWI Feud of the Year) - vs. Ultimate Warrior (1991)

- PWI Meilleur match de l'année (PWI Match of the Year) - vs. Mankind à King of the Ring (1998)
- PWI Meilleur match de l'année (PWI Match of the Year) - vs. Shawn Michaels à WrestleMania (2009 et 2010)
- PWI Meilleur match de l'année (PWI Match of the Year) - vs. Triple H à WrestleMania (2012)
- PWI Rivalité de l'année (PWI Feud of the Year) - vs. Brock Lesnar (2015)
- PWI Retour de l'année (PWI Comeback of the Year) (2015)

- Wrestling Observer Newsletter
  - Best Gimmick (1990 à 1994)[219]
  - Best Heel (1991)[220]
  - Worst Feud of the Year (1993) contre Giant Gonzalez[221]
  - 5 Stars Match (1997) contre Shawn Michaels à Badd Blood[222]
  - Most Overrated (2001)[223]
  - Readers' Least Favorite Wrestler (2001)[224]
  - Worst Worked Match of the Year (2001) avec Kane contre Brian Adams et Bryan Clark[225]
  - Feud of the Year (2007) contre Batista[226]
  - Match of the Year (2009) contre Shawn Michaels à WrestleMania XXV[227]
  - Match of the Year (2010) contre Shawn Michaels à WrestleMania XXVI

### Slammy Awards
- - Greatest Hit à WrestleMania XII (1996)
  - Best Entrance Music (1997)
  - Star of the Highest Magnitude (1997)
  - Best Tatoo (1997)
  - Match of the Year (2009-2010-2012) : vs. Shawn Michaels à WrestleMania XXV, vs. Shawn Michaels à WrestleMania XXVI et vs. Triple H à WrestleMania XXVIII
  - Moment of the Year (2010) : vs. Shawn Michaels à WrestleMania XXVI
  - Most Intimidating (1994)
  - OMG Moment of the Year (2011) : The Undertaker se dégageant du Tombstone Piledriver de Triple H à WrestleMania XXVII
  - OMG Shocking Moment of the Year (2014) : Perd sa série d'invincibilité par Brock Lesnar à WrestleMania XXX
  - Rivalité de l'année (2015) : vs. Brock Lesnar
  - Match de l'année (2015) : vs. Brock Lesnar

## Filmographie

### Cinéma
- 1991 : Space Commando (Suburban Commando) de Burt Kennedy : Hutch
- 2021 : Escape the Undertaker (en) de Ben Simms : lui-même[228],[229]

### Télévision
- 1999 : Celebrity Deathmatch de Eric Fogel
- 1999: [[Downtown]] episode 5 et 13

## VHS/DVD
Sept VHS et/ou DVD officiels de la WWE sur sa carrière lui ont été consacrés :
- WWE: Undertaker - The Face of Fear en 1994
- WWE: Undertaker - He Buries Them Alive en 1994[230]
- WWE: Undertaker - The Phenom en 1999
- WWF: Undertaker - This is my Yard en 2001[231]
- Tombstone: The History of the Undertaker en 2005[232]